# Demokratikus Unionista Párt
A Demokratikus Unionista Párt (angolul: Democratic Unionist Party) unionista és lojalista politikai párt Észak-Írországban. 1971-ben alapította Ian Paisley, aki a következő 37 évben vezette a pártot. Jelenleg (2022) Jeffrey Donaldson vezetésével az Észak-Írországi Parlament legnagyobb pártja és az Egyesült Királyság alsóházának ötödik legnagyobb pártja. A pártot jobboldali és szociálisan konzervatívnak minősítették, abortuszellenesek és ellenzik az azonos neműek házasságát. A DUP úgy véli, hogy meg kell védeni a "britséget" és az ulsteri protestáns kultúrát az ír nacionalizmussal szemben. A párt euroszkeptikus és támogatja a Brexitet.
A DUP a Protestáns Unionista Pártból alakult ki, és történelmileg erős kapcsolatban áll a Paisley által alapított Ulsteri Szabad Presbiteriánus Egyházzal. Az északír konfliktus alatt DUP ellenezte a hatalom megosztását ír nacionalistákkal vagy republikánusokkal a konfliktus megoldásának eszközeként, és ugyanígy elutasította az Ír Köztársaság északír ügyekbe való bevonására irányuló kísérleteket, emellett 1973-as Sunningdale-megállapodás, az 1985-ös angol–ír megállapodás és az 1998-as nagypénteki megállapodás ellen is rengeteget kapmpányolt. 
A DUP történelmének nagy részében az Ulsteri Unionista Párt volt Észak-Írország legnagyobb szakszervezeti pártja, de 2004-re a DUP megelőzte az UUP-t mind az Észak-Írországi Közgyűlésben, mind az Egyesült Királyság alsóházában. 2006-ban a DUP aláírta a St Andrews-i megállapodást, és a következő évben megállapodtak abban, hogy Sinn Féinnel hatalommegosztási hatáskörű decentralizált kormányt alakítanak. Így Paisley Észak-Írország első minisztere lett. A DUP egyetlen európai parlamenti képviselője, Jim Allister és hét DUP-tanácsos azonban tiltakozásul elhagyta a pártot, megalapítva a Tradicionális Unionista Hangot. Paisley-t a DUP vezetőjeként és első miniszterként Peter Robinson (2008–2015), majd Arlene Foster (2015–2021) követte. Foster menesztés után Edwin Poots rövid időre vezető lett, de három hét után kénytelen volt lemondani. 2021 júniusában utódja Jeffrey Donaldson lett.